# Ізраїль на літніх Олімпійських іграх 1992
Ізраїль на літніх Олімпійських іграх 1992 року, які проходили в іспанському місті Барселона, був представлений 30 спортсменами (25 чоловіками та 5 жінками) у 10 видах спорту. Прапороносцем на церемоніях відкриття та закриття Олімпійських ігор був яхтсмен Ельдад Амір.
Ізраїль вдесяте взяв участь у літніх Олімпійських іграх. Ізраїльські спортсмени завоювали одну срібну та одну бронзову медаль (всі у дзюдо). Збірна Ізраїлю посіла 48 неофіційне загальнокомандне місце.

## Медалісти
| Медаль | Спортсмен   | Вид спорту | Дисципліна         |
| ------ | ----------- | ---------- | ------------------ |
| Срібло | Аєль Арад   | Дзюдо      | до 61 кг, жінки    |
| Бронза | Орен Смаджа | Дзюдо      | до 71 кг, чоловіки |

## Боротьба
Чоловіки
| Стиль                  | Категорія | Спортсмен           | Раунд 1                              | Раунд 2                       | Раунд 3                      | Раунд 4            | Раунд 5            | Раунд 6            | Фінал              | Фінал |
| Стиль                  | Категорія | Спортсмен           | Суперник Результат                   | Суперник Результат            | Суперник Результат           | Суперник Результат | Суперник Результат | Суперник Результат | Суперник Результат | Місце |
| ---------------------- | --------- | ------------------- | ------------------------------------ | ----------------------------- | ---------------------------- | ------------------ | ------------------ | ------------------ | ------------------ | ----- |
| Греко-римська боротьба | −48 кг    | Нік Загранічний     | Омер Ельмас (TUR) W 3–1PP            | Марк Фуллер (USA) L 1–3PP     | Вільбер Санчес (CUB) L 0–3PO | завершив змагання  | завершив змагання  | завершив змагання  | завершив змагання  | 12    |
| Греко-римська боротьба | −62 кг    | Олександр Давидович | Сергій Мартинов (EUN) L 1–3PP        | Шігекі Нішігучі (JPN) L 0–3PO | завершив змагання            | завершив змагання  | завершив змагання  | завершив змагання  | завершив змагання  | —     |
| Греко-римська боротьба | −68 кг    | Матвай Баранов      | Bye                                  | Стоян Стоянов (BUL) L 0–3PO   | Родні Сміт (USA) L 0–4TO     | завершив змагання  | завершив змагання  | завершив змагання  | завершив змагання  | —     |
| Вільна боротьба        | −68 кг    | Макс Геллер         | Хесус Евгеніо Родрігес (CUB) W 3–1PP | Фатіх Осбаш (TUR) L 0–3PO     | Ендре Елекеш (HUN) N 0–0D2   | завершив змагання  | завершив змагання  | завершив змагання  | завершив змагання  | 11    |

## Важка атлетика
| Спортсмен        | Дисципліна | Ривок (kg) | Поштовх (кг) | Разом (кг) | Місце |
| ---------------- | ---------- | ---------- | ------------ | ---------- | ----- |
| Реувен Гадінатов | 60 кг      | 122.5      | 145.0        | 267.5      | 15    |
| Олег Садіхов     | 75 кг      | 152.5      | 180.0        | 332.5      | 10    |
| Андрій Денісов   | 100 кг     | 175.0      | 202.5        | 377.5      | 6     |

## Вітрильний спорт
Чоловіки
| Спортсмен              | Клас              | Заплив | Заплив | Заплив | Заплив | Заплив | Заплив | Заплив | Заплив | Заплив | Заплив | Сума балів | Місце |
| Спортсмен              | Клас              | 1      | 2      | 3      | 4      | 5      | 6      | 7      | 8      | 9      | 10     | Сума балів | Місце |
| ---------------------- | ----------------- | ------ | ------ | ------ | ------ | ------ | ------ | ------ | ------ | ------ | ------ | ---------- | ----- |
| Аміт Інбар             | Лехнер А-390      | 5      | 6      | 6      | 15     | 51     | 3      | 7      | 4      | 12     | 14     | 119        | 8     |
| Шай Бахар Ерез Шемеш   | 470               | 3      | 14     | 10     | 14     | 24     | 4      | 15     | —      | —      | —      | 90,7       | 9     |
| Йоель Села Ельдад Амір | Летючий голандець | 16     | 23     | 20     | 18     | 13     | 11     | 16     | —      | —      | —      | 130        | 20    |

## Гімнастика

### Спортивна гімнастика
Чоловіки
| Спортсмен  | Дисципліна         | Кваліфікація | Кваліфікація | Кваліфікація | Кваліфікація | Кваліфікація | Кваліфікація | Кваліфікація | Кваліфікація | Фінал           | Фінал           | Фінал           | Фінал           | Фінал           | Фінал           | Фінал           | Фінал           |
| Спортсмен  | Дисципліна         | Снаряд       | Снаряд       | Снаряд       | Снаряд       | Снаряд       | Снаряд       | Разом        | Місце        | Снаряд          | Снаряд          | Снаряд          | Снаряд          | Снаряд          | Снаряд          | Разом           | Місце           |
| Спортсмен  | Дисципліна         | ВВ           | Кінь         | Кільця       | ОС           | ПБ           | Пер.         | Разом        | Місце        | ВВ              | Кінь            | Кільця          | ОС              | ПБ              | Пер.            | Разом           | Місце           |
| ---------- | ------------------ | ------------ | ------------ | ------------ | ------------ | ------------ | ------------ | ------------ | ------------ | --------------- | --------------- | --------------- | --------------- | --------------- | --------------- | --------------- | --------------- |
| Рон Каплан | абсолютна першість | Н/Д          | Н/Д          | Н/Д          | Н/Д          | Н/Д          | Н/Д          | Н/Д          | 65           | завершив виступ | завершив виступ | завершив виступ | завершив виступ | завершив виступ | завершив виступ | завершив виступ | завершив виступ |

## Дзюдо
| Спортсмен         | Категорія         | Попередній раунд            | 1/32                  | 1/16                         | Чвертьфінал                 | Півфінал               | Втішний раунд 1    | Втішний раунд 2       | Втішний раунд 3            | Фінал / ПБ                  | Фінал / ПБ        |
| Спортсмен         | Категорія         | Суперник Результат          | Суперник Результат    | Суперник Результат           | Суперник Результат          | Суперник Результат     | Суперник Результат | Суперник Результат    | Суперник Результат         | Суперник Результат          | Місце             |
| ----------------- | ----------------- | --------------------------- | --------------------- | ---------------------------- | --------------------------- | ---------------------- | ------------------ | --------------------- | -------------------------- | --------------------------- | ----------------- |
| Яель Арад         | −61 кг, жінки     | Bye                         | Bye                   | Бегонья Гомес Мартін (ESP) W | Мирослава Яношікова (TCH) W | Фрауке Айкгофф (GER) W | Bye                | Bye                   | Bye                        | Катрін Фльорі-Вашон (FRA) L | 2                 |
| Аміт Ланг         | −60 кг, чоловіки  | Юн Хен (KOR) L              | Вілліс Гарсіа (VEN) L | завершив змагання            | завершив змагання           | завершив змагання      | завершив змагання  | завершив змагання     | завершив змагання          | завершив змагання           | завершив змагання |
| Орен Смаджа       | −71 кг, чоловіки  | Алауї Могамед Тагер (DJI) W | Біллі Кюзак (GBR) W   | Чон Хун (KOR) L              | Bye                         | Bye                    | Bye                | Массімо Суллі (ITA) W | Халіуни Болдбаатар (MGL) W | Стефан Дотт (GER) W         | 3                 |
| Симон Магалашвілі | −100 кг, чоловіки | Bye                         | Луїджі Гвідо (ITA) L  | завершив змагання            | завершив змагання           | завершив змагання      | завершив змагання  | завершив змагання     | завершив змагання          | завершив змагання           | 21                |

## Легка атлетика
Чоловіки
| Дисципліна         | Спортсмен       | Раунд        | Результат | Місце     | Прим. |
| ------------------ | --------------- | ------------ | --------- | --------- | ----- |
| 400 м з бар'єрами  | Олексій Базаров | Кваліфікація | 50,33 с   | 31 місце  |       |
| потрійний стрибок  | Рогель Нахум    | Кваліфікація | 16.23 м   | 24 місце  |       |
| метання списа      | Вадим Бавікін   | Кваліфікація | 73.88 м   | 23 місце  |       |
| стрибки з жердиною | Денні Краснов   | Кваліфікація | 5.60 м    | 3 місце Q |       |
| стрибки з жердиною | Денні Краснов   | Фінал        | 5.40 м    | 8 місце   |       |

## Плавання
Чоловіки
| Спортсмен  | Дисципліна           | Раунд              | Час     | Місце | Прим. |
| ---------- | -------------------- | ------------------ | ------- | ----- | ----- |
| Йоав Брук  | 50 м вільним стилем  | Відбірковий заплив | 23.72   | 32    |       |
| Йоав Брук  | 100 м вільним стилем | Відбірковий заплив | 51.46   | 31    |       |
| Еран Грумі | 100 м на спині       | Відбірковий заплив | 57.67   | 28    |       |
| Еран Грумі | 200 м на спині       | Відбірковий заплив | 2:07.91 | 37    |       |
| Еран Грумі | 100 м батерфляєм     | Відбірковий заплив | 55.18   | 20    | NR    |

Жінки
| Спортсмен    | Дисципліна                  | Раунд              | Час     | Місце | Прим. |
| ------------ | --------------------------- | ------------------ | ------- | ----- | ----- |
| Керен Регаль | 50 м вільним стилем         | Відбірковий заплив | 27.93   | 41    |       |
| Керен Регаль | 200 м комплексним плаванням | Відбірковий заплив | 2:27.85 | 37    |       |
| Керен Регаль | 400 м комплексним плаванням | Відбірковий заплив | 5:07.97 | 29    |       |
| Тімея Тот    | 100 м батерфляєм            | Відбірковий заплив | 1:03.18 | 29    | NR    |
| Тімея Тот    | 200 м батерфляєм            | Відбірковий заплив | 2:16.84 | 20    |       |

## Стрільба
| Спортсмен         | Дисципліна                                | Кваліфікація | Кваліфікація | Фінал      | Фінал      |
| Спортсмен         | Дисципліна                                | Бали         | Місце        | Бали       | Місце      |
| ----------------- | ----------------------------------------- | ------------ | ------------ | ---------- | ---------- |
| Едуард Алаєв      | рухлива мішень, 10 м, чоловіки            | 564          | 15           | не пройшов | не пройшов |
| Менахем Ілан      | гвинтівка, 50 м лежачи, чоловіки          | 590          | 39           | не пройшов | не пройшов |
| Менахем Ілан      | гвинтівка, 50 м з трьох позицій, чоловіки | 1132         | 41           | не пройшов | не пройшов |
| Єлена Тріпольська | спортивний пістолет, жінки                | 573          | 21           | не пройшла | не пройшла |
| Єлена Тріпольська | пневматичний пістолет, жінки              | 372          | 37           | не пройшла | не пройшла |

## Теніс
| Дисципліна                 | Спортсмен  | Раунд        | Суперник           | Сет 1 | Сет 2 | Сет 3 | Результат | Прим. |
| -------------------------- | ---------- | ------------ | ------------------ | ----- | ----- | ----- | --------- | ----- |
| одиночний розряд, чоловіки | Гілад Блюм | Перший раунд | Мар'ян Вайда (TCH) | 7-6   | 6-1   | 6-0   | W         |       |
| одиночний розряд, чоловіки | Гілад Блюм | Другий раунд | Джим Кур'є (USA)   | 2-6   | 0-6   | 0-6   | L         |       |

## Фехтування
Жінки
| Дисципліна           | Спортсмен               | Раунд 1                    | Раунд 1               | Раунд 1                     | Раунд 1                           | Раунд 1               | Раунд 1       | Раунд 2                             | Рейтинговий поєдинок 1    | Рейтинговий поєдинок 2            | Місце |
| Дисципліна           | Спортсмен               | Суперник Результат         | Суперник Результат    | Суперник Результат          | Суперник Результат                | Суперник Результат    | Місце у групі | Суперник Результат                  | Суперник Результат        | Суперник Результат                |       |
| -------------------- | ----------------------- | -------------------------- | --------------------- | --------------------------- | --------------------------------- | --------------------- | ------------- | ----------------------------------- | ------------------------- | --------------------------------- | ----- |
| індивідуальна рапіра | Лідія Гатуель-Цукерманн | Фіона Макінтош (GBR) L 4–5 | Рені Обін (CAN) W 5–3 | Аннетте Добмаєр (GER) W 5–4 | Ільдіко Мінца-Небальд (HUN) W 5–3 | Сяо Айгуа (CHN) L 3–5 | 3             | Елізабета Гузгану-Туфан (ROU) L 0–2 | Олена Глікіна (EUN) W 2–1 | Ціта-Ева Функенгаузер (GER) L 0–2 | 23    |